# Meydan (Afeganistão)
Meydan é uma cidade do Afeganistão, localizada na província de Balkh.